# 希梅纳
希梅纳，是西班牙安达卢西亚自治区哈恩省的一个市镇。总面积48平方公里，总人口1514人（2001年），人口密度32人/平方公里。